# SchauHoer Verlag

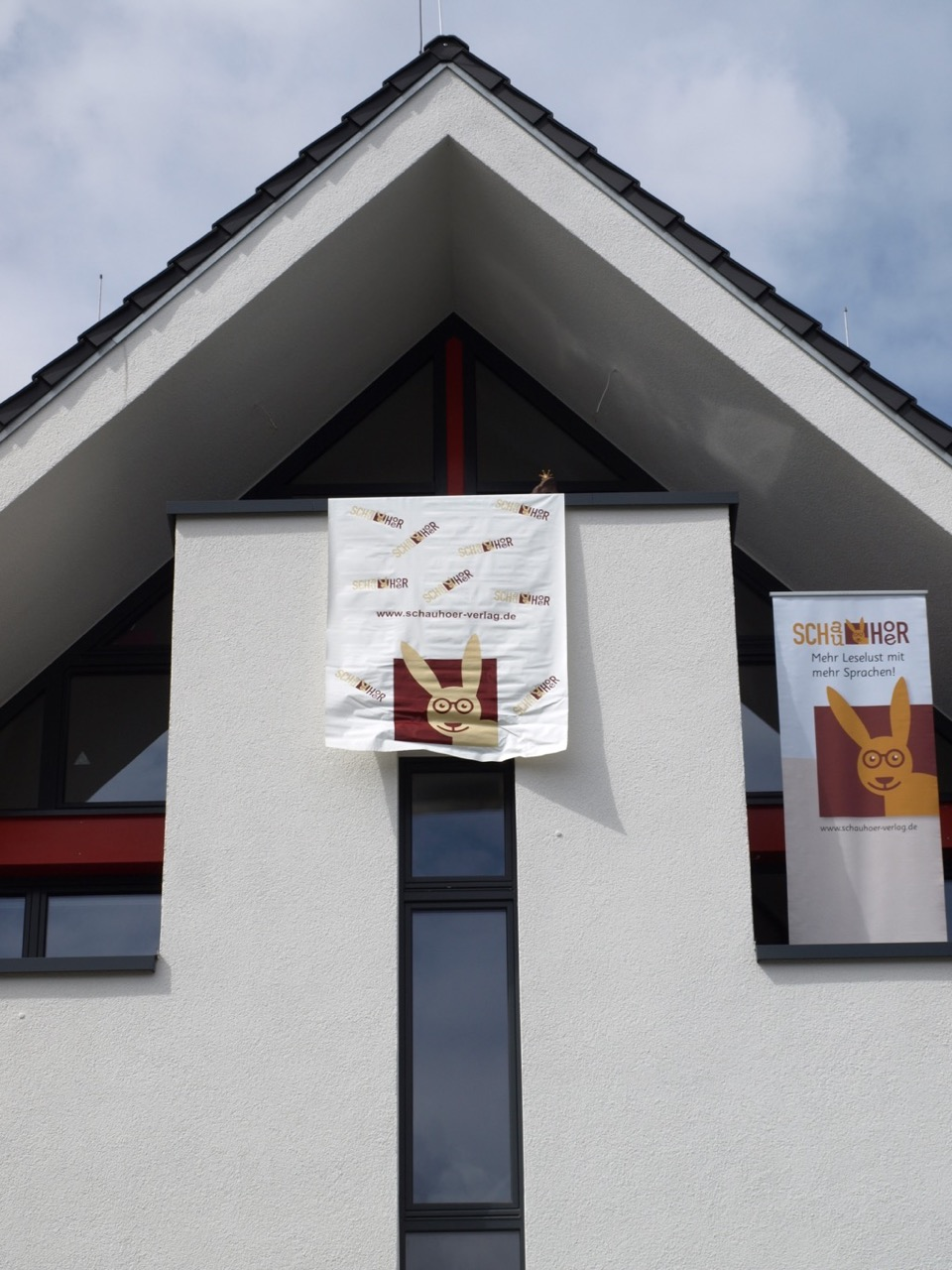
Verlagshaus in Pulheim mit Logo

Der SchauHoer Verlag ist ein mehrsprachiger Kinderbuchverlag. Er wurde 2006 von der Verlegerin Patricia Hahne-Wolter gegründet und hat seinen Sitz in Pulheim bei Köln.
Ziel des Verlags ist die Verbindung von mehrsprachigen Texten mit Bildern, die einen hohen künstlerischen Wert besitzen, zu schaffen. Die mehrsprachigen Kinderbücher werden in den Sprachkombinationen deutsch-türkisch, deutsch-russisch, deutsch-polnisch, deutsch-spanisch und deutsch-englisch angeboten. 
Eines der ersten Bücher war das deutsch-türkische Wörterbuch „Meine Wörter reisen“ der Illustratorin Christiane Strauss, die u. a. bei Wolf Erlbruch studierte. Zu den weiteren bekannten Autoren gehören die Künstlerin Jutta Bauer mit ihrem Buch „Königin der Farben“ sowie Aygen-Sibel Çelik, welche mit der auf zwei Bände angewachsenen Reihe des interkulturellen Kinderbuchs „Sinan und Felix“ vertreten ist. 
Seit 2010 werden die mehrsprachigen Kinderbücher durch didaktische Materialien und Ratgeber für Erzieher, Eltern und Lehrer ergänzt. Ab 2013 wurde das Verlagsprogramm durch Musik-CDs mit spanischen Kinder- und Weihnachtsliedern erweitert.
Der SchauHoer Verlag ist seit 2008 Mitglied im Börsenverein des deutschen Buchhandels und regelmäßig auf großen Buchmessen wie Frankfurt vertreten.